# 78-й полк хайлендеров Фрейзера
78-й (хайлендский) пехотный полк (англ. 78th (Highland) Regiment of Foot), также известный как 78-й полк хайлендеров Фрейзера (англ. 78th Fraser Highlanders) — полк линейной пехоты армии Королевства Великобритания, существовавший в 1757—1763 годах и участвовавший в сражениях Североамериканского театра Семилетней войны.

## История
Полк был сформирован в Инвернессе подполковником Британской армии Саймоном Фрейзером оф Ловат как 2-й хайлендский батальон (англ. 2nd Highland Battalion), а в 1757 году преобразован в 62-й пехотный полк (англ. 62nd Regiment of Foot). В том же году ему присвоили уже 63-й номер, и он стал 63-м пехотным полком (англ. 63rd Regiment of Foot). 
В июле 1757 года полк отправился в Галифакс (Новая Шотландия). Принимал участие в сражениях Североамериканского театра Семилетней войны. В июне 1758 года получил название 78-й (айлендский) пехотный полк, или хайлендеры Фрейзера (англ. 78th (Highland) Regiment of Foot, or Fraser's Highlanders). Участвовал в осаде города Луисбург в том же месяце, в битве на полях Авраама 13 сентября 1759 года и Монреальской кампании в августе 1760 года. За всю войну полк потерял 103 человека убитыми и 383 ранеными. В частности, полк понёс серьёзные потери в сражении при Сен-Фуа 28 апреля 1760 года, в котором британцы под командованием генерала Джеймса Мюррея, пытаясь отбросить готовившихся к осаде Квебека французов, потерпели неудачу, хотя французы позже сами прекратили осаду.
Наряду с 42-м (Чёрной стражи) и 77-м (хайлендеров Монтгомери) пехотными полками 78-й полк хайлендеров Фрейзера относится к первым трём хайлендским полкам, которые приняли участие в сражениях в Северной Америке.
Полк был расформирован в декабре 1763 года в Квебеке. Каждому военнослужащему полка предложили земельный участок в обмен на продолжение службы в Канаде. Из числа согласившихся служить и дальше в Канаде солдат около 300 человек в 1775 году сформировали 84-й пехотный полк (королевских хайлендских эмигрантов).
В 1982 году на базе оркестра волынщиков General Motors (General Motors Pipe Band) и группы исторических реконструктров 78-го полка хайлендеров Фрейзера в городе Кэмпбеллвилль (провинция Онтарио) был образован оркестр волынщиков 78-го полка хайлендеров Фрейзера.

## Командиры
- 1757—1761: подполковник Саймон Фрейзер оф Ловат[англ.][1]
- 1761—1763: майор Джон Кэмпбелл оф Баллимор[1]